# Puszcza Dulowska

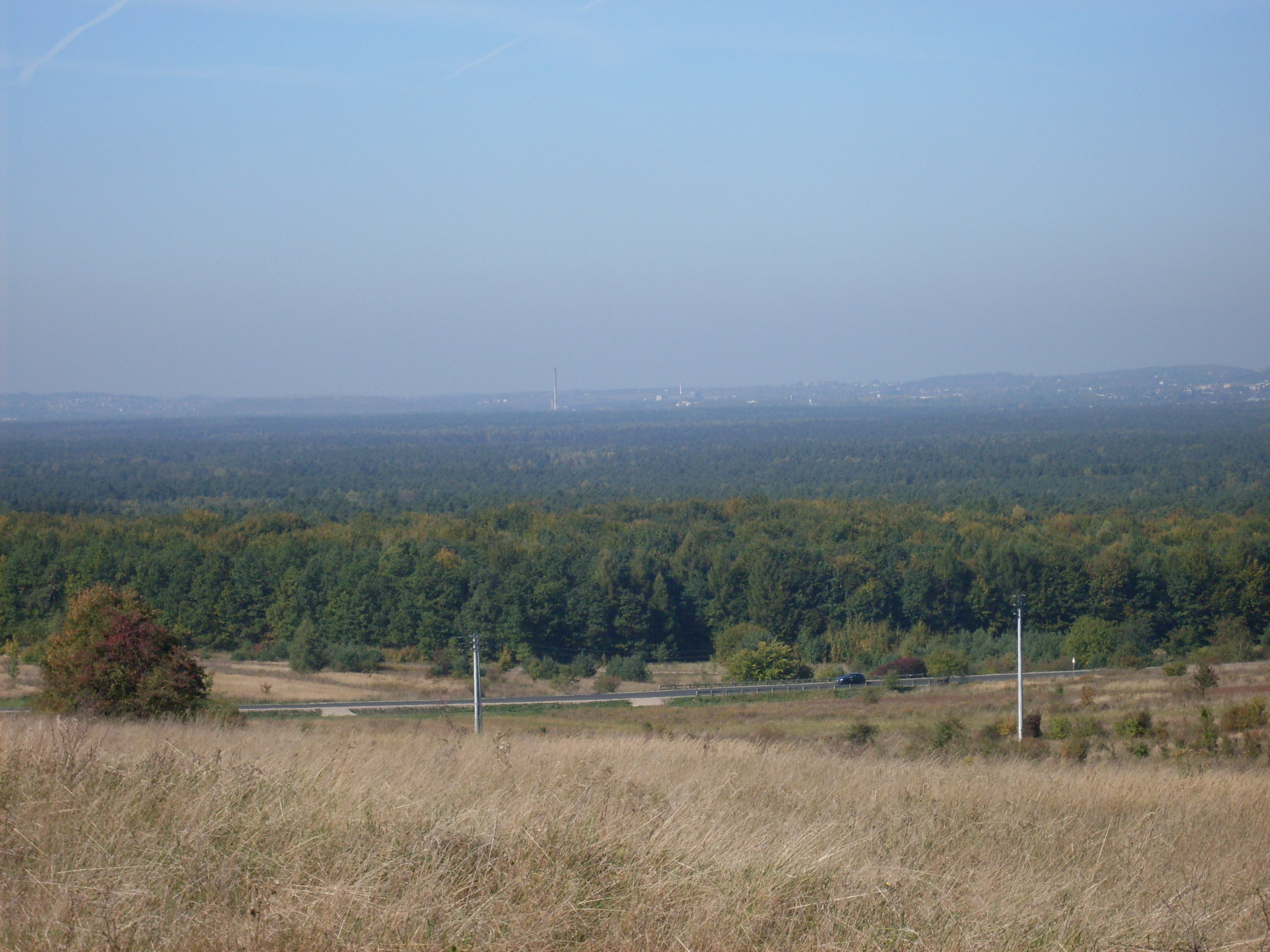
Puszcza Dulowska – widok od strony wschodniej, od strony Rudna

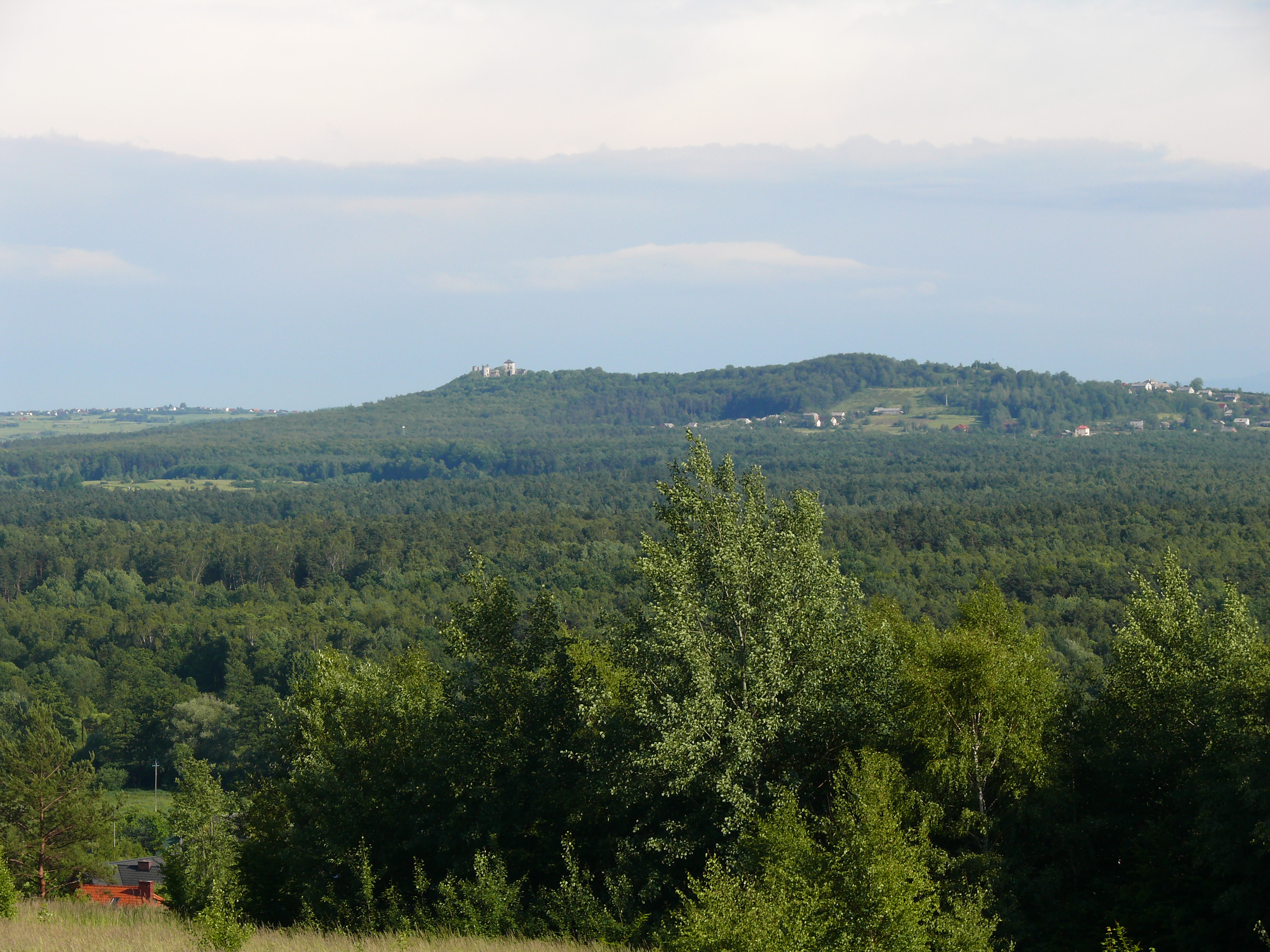
Puszcza Dulowska – widok na Zamek Tenczyn

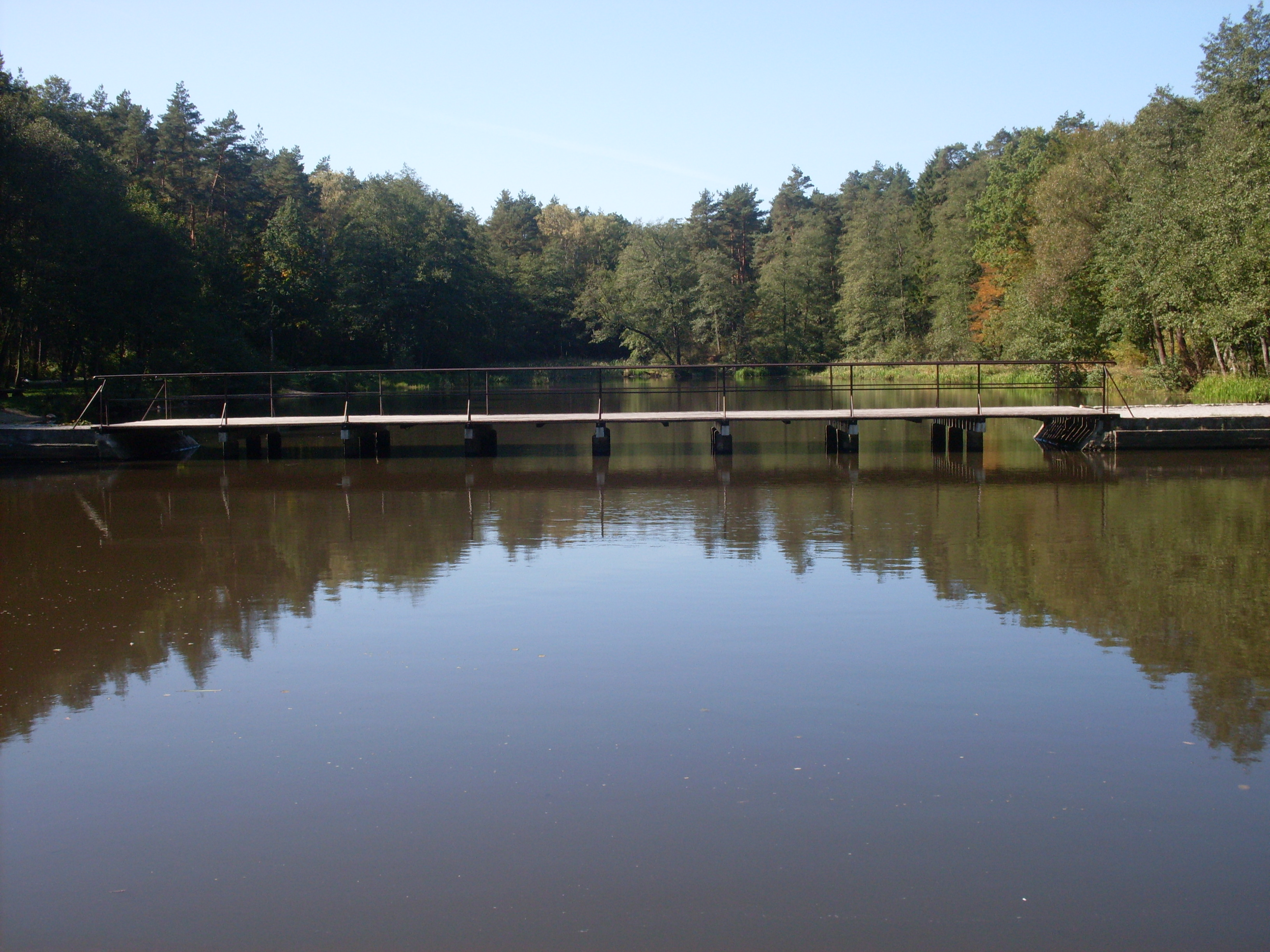
Staw Wroński w Tenczynku

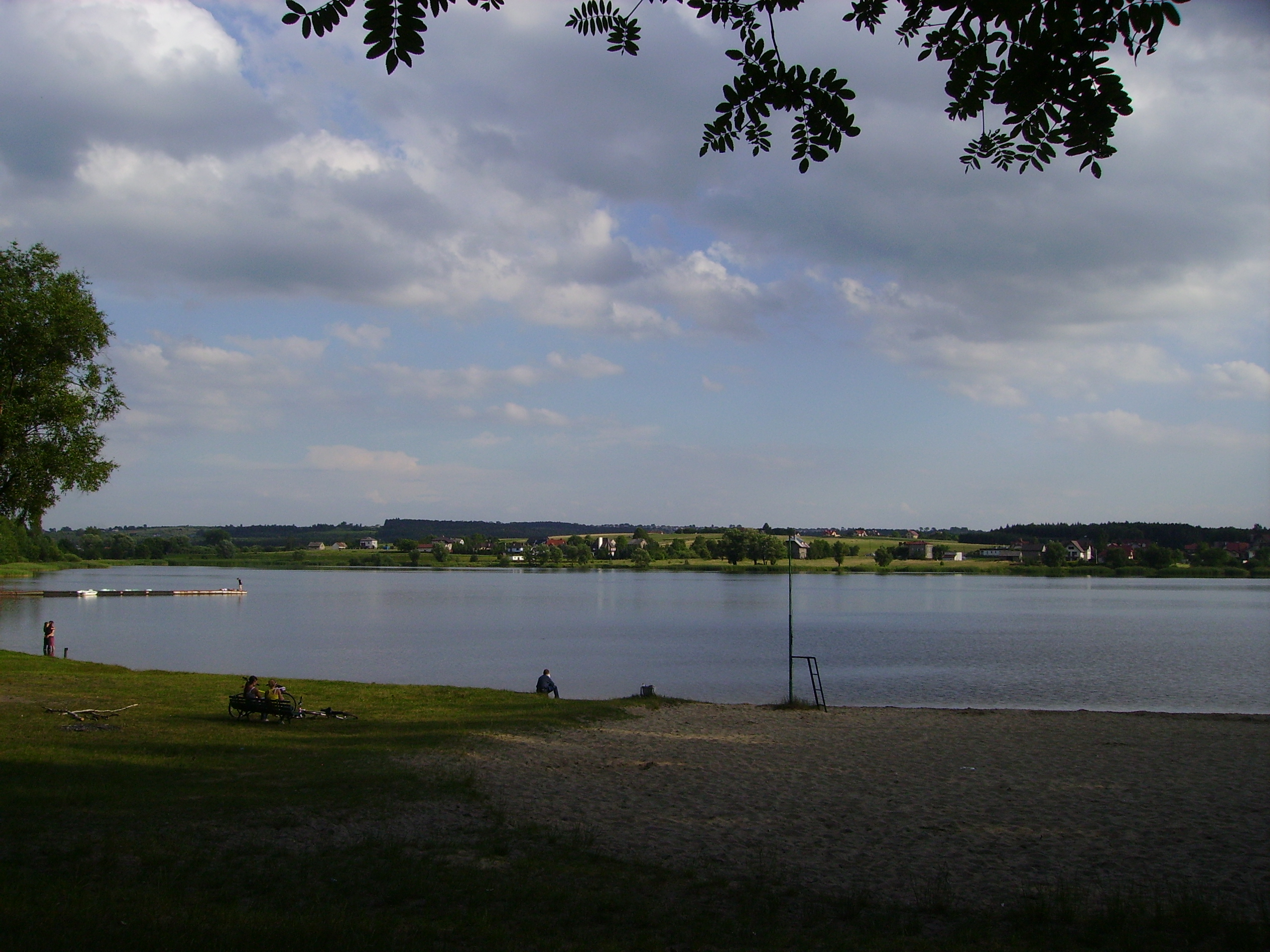
Jezioro Chechelskie

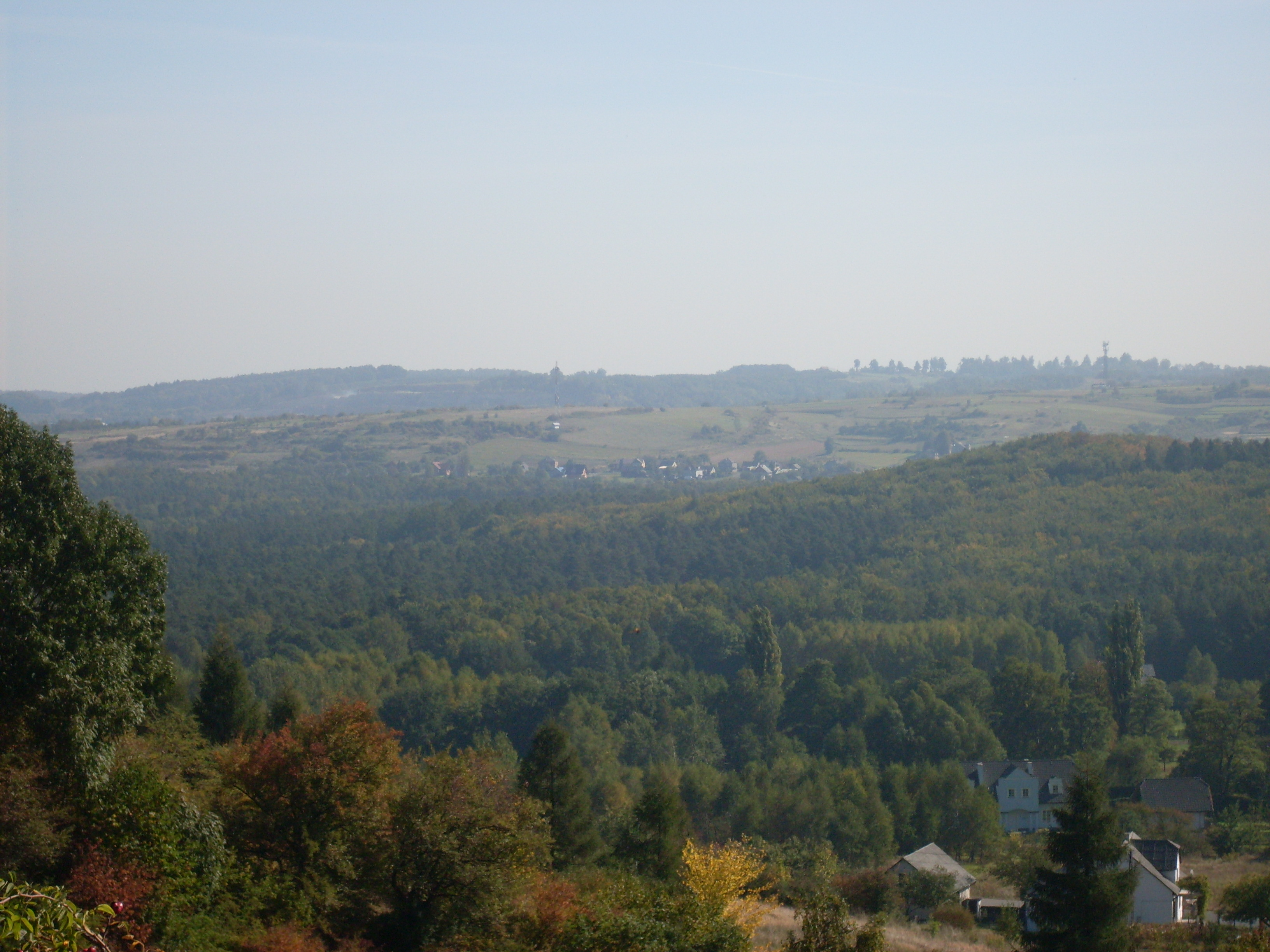
Część południowo-wschodnia puszczy

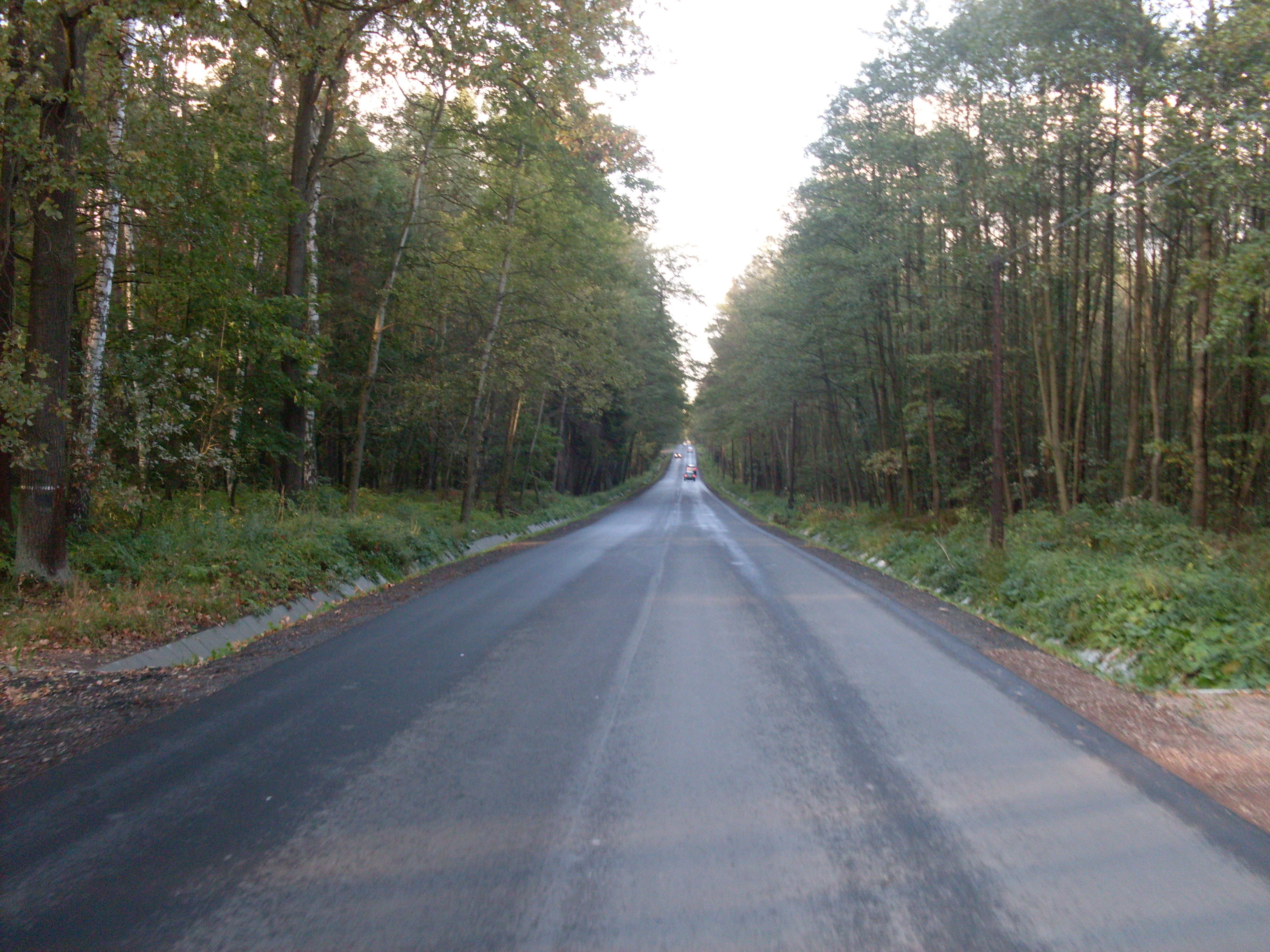
Droga Zalas–Tenczynek we wschodniej części puszczy

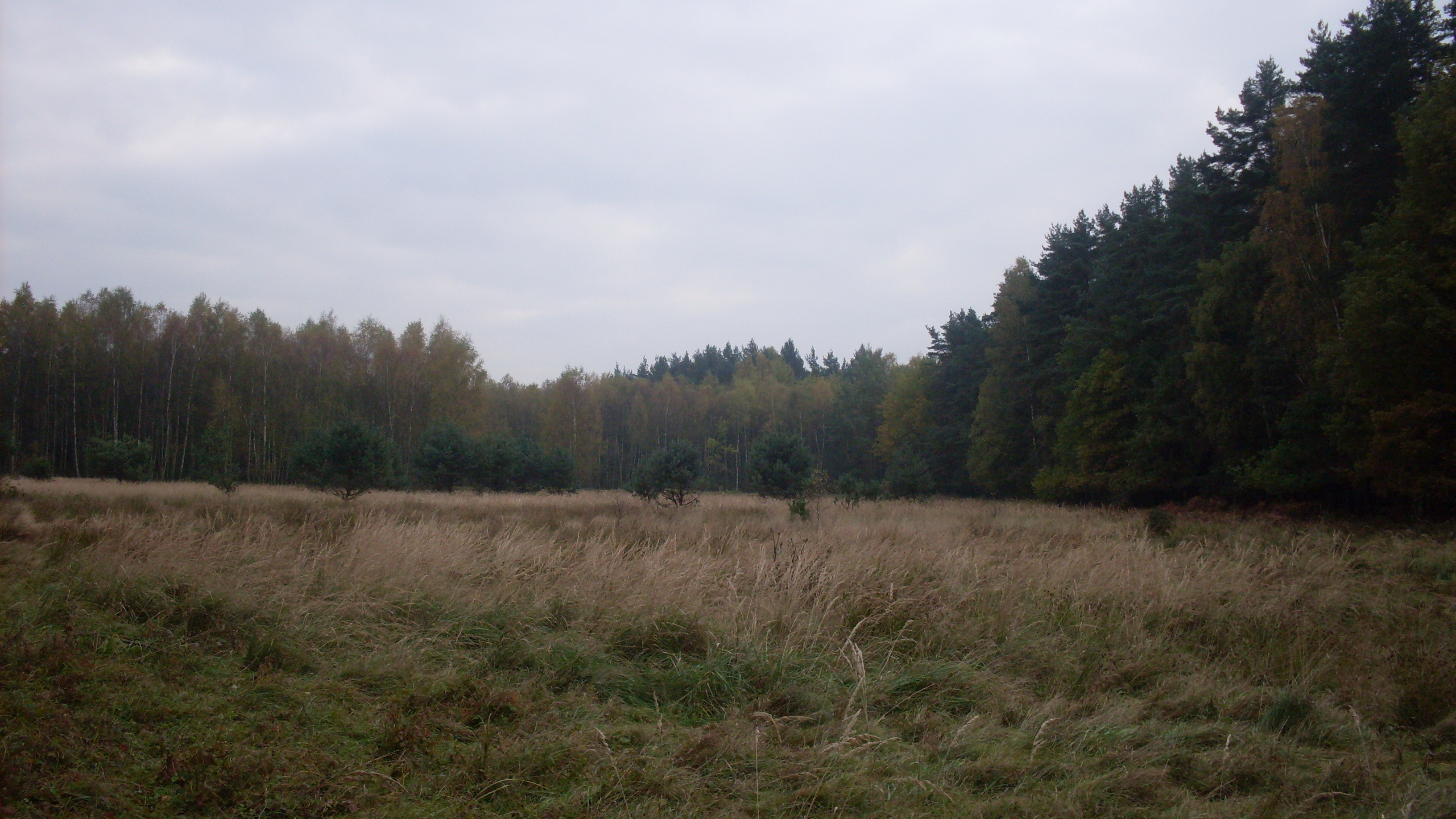
Zbójnik

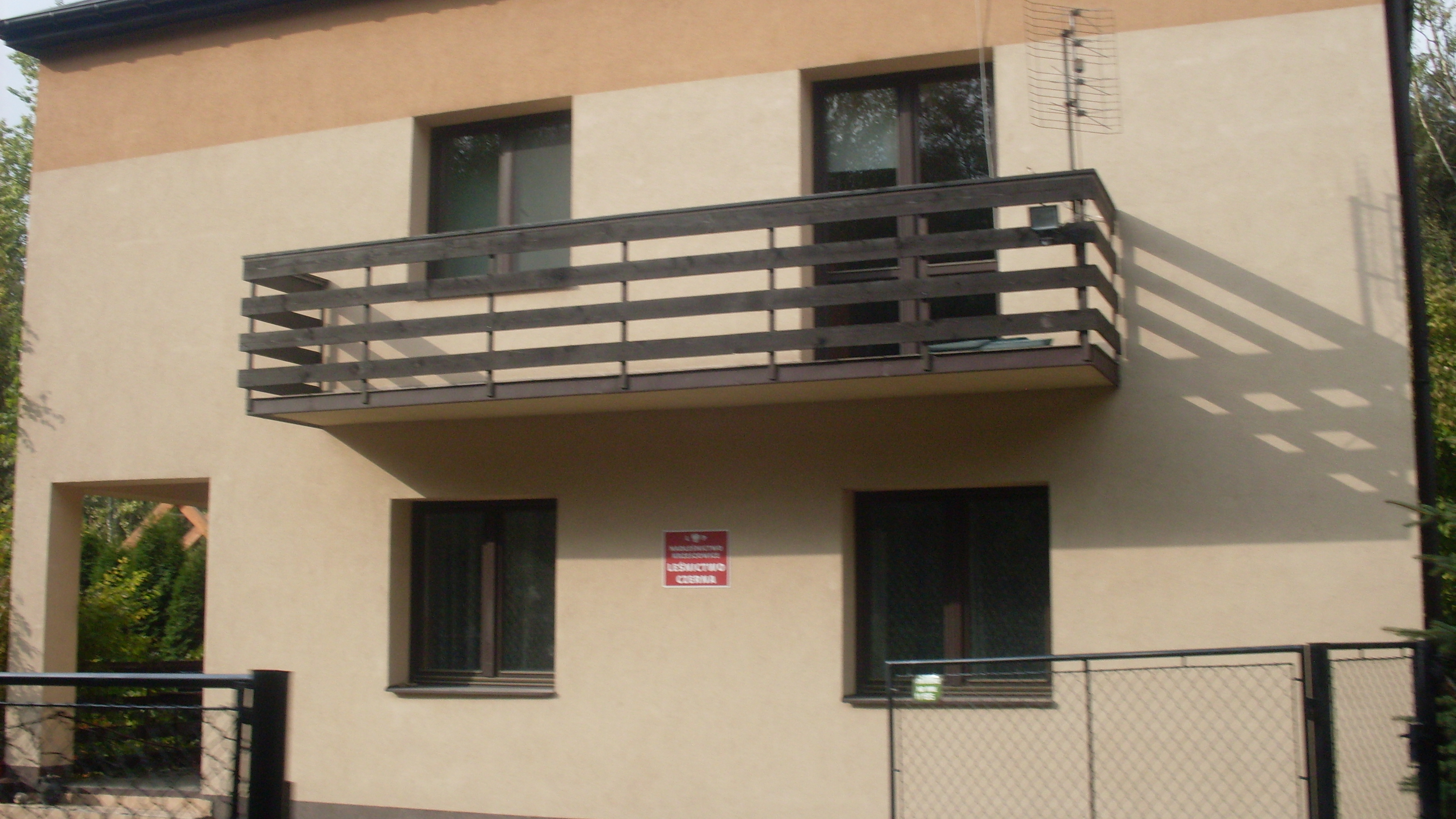
Kancelaria Leśnictwa Czerna, Za Białką

Puszcza Dulowska – kompleks leśny położony w Niecce Dulowskiej na dnie Rowu Krzeszowickiego pomiędzy drogą krajową 79 Chrzanów - Krzeszowice, linią kolejową Trzebinia – Bolęcin a Wzgórzem Zamkowym w Rudnie.
Jest on pozostałością prastarej puszczy, która w średniowieczu rozciągała się między Krakowem a Przemszą.
Teren puszczy znajduje się na pofałdowanej równinie sandrowej powstałej na przedpolu lodowcowym. Jednolity kompleks leśny, przerywany naturalnymi polanami, w najdłuższym miejscu osiąga 8 km w najszerszym około 4 km. Potok Chechło dzieli Puszczę na dwie części. Część północna (zwana Lasem Dulowskim) jest piaszczysta i sucha. Dominuje tu sosna i świerk. Część południowa (Las Bagno, Las Rudno) jest podmokła i zatorfiona. Występują tu torfowiska niskie,  olsy, oraz miejscami bór bagienny. Na wyżej położonych terenach o wapiennym podłożu spotkamy tu również lasy w typie buczyny karpackiej.
W latach 60. XX w. przywędrowało tutaj stado łosi. Obecnie żyje ich tutaj kilkanaście. Można tu spotkać jelenie, sarny i dziki. Dawniej gnieździł się tu bocian czarny, a wiosną na polanach odbywały swe toki cietrzewie. Spośród ptactwa żyją tu również: czajki, derkacze, krogulce, myszołowy, jastrzębie gołębiarze. Spośród kilku gatunków gadów największą osobliwością był żółw błotny, który był obserwowany w latach 70. XX w. w stawkach i bagniskach śródleśnych między Tenczynkiem a Zalasem - brak jest aktualnych informacji o występowaniu tego gatunku. W Puszczy Dulowskiej żyje również minóg strumieniowy i traszka górska. W latach 80. XX w. osiedlono tu kilka par bobrów. Ich populacja liczy obecnie kilkadziesiąt osobników. Wybudowane przez nie tamy przyczyniły się do zalania około 20 ha lasu.
Wokół puszczy leżą miejscowości: Dulowa, Wola Filipowska, Krzeszowice, Tenczynek, Rudno, Zalas, Nieporaz, Bolęcin, Piła Kościelecka, Trzebinia, Chrzanów, Młoszowa. Obszar puszczy podzielony jest pomiędzy Nadleśnictwo Chrzanów (część zachodnia puszczy) oraz Nadleśnictwo Krzeszowice (część wschodnia puszczy).
Przez Puszczę Dulowską płynie rzeka Chechło oraz Dulówka będąca początkiem rzeki Rudawy. W latach 80. XX w. przez południowy fragment puszczy wybudowano autostradę A4.

## Przyroda Puszczy

### Ssaki
Ciekawsze gatunki:
- Łoś Alces alces
- Jeleń europejski Cervus elaphus
- Daniel Dama dama
- Sarna Capreolus capreolus
- Dzik Sus scrofa
- Lis Vulpes vulpes
- Borsuk Meles meles
- Wydra Lutra lutra
- Gronostaj Mustela erminea
- Kuna leśna Martes martes
- Łasica Mustela nivalis
- Jeż wschodni Erinaceus concolor
- Rzęsorek rzeczek Neomys fodiens
- Zając szarak Lepus capensis
- Wiewiórka pospolita Scirus vulgaris
- Bóbr europejski Castor fiber
- Mysz zaroślowa Apodemus sylvaticus
- Popielica Glis glis
- Orzesznica Muscardinus avellanarius
- Nocek duży Myotis myotis

### Ptaki
Ciekawsze gatunki lęgowe:
- Jastrząb gołębiarz Accipiter gentilis
- Krogulec Accipiter nisus
- Myszołów Buteo buteo
- Kobuz Falco subbuteo
- Puszczyk Strix aluco
- Żuraw Grus grus
- Dzięcioł czarny Dryocpus martius
- Paszkot Turdus viscivorus
- Świstunka leśna Phylloscopus sybilatrix
- Samotnik Tringa ochropus
- Raniuszek Aegithalos caudatus
- Sikora czubatka Lophophanes cristatus
- Sikora uboga Poecile palustris
- Wilga Oriolus oriolus
- Kruk Corvus corax
- Kowalik Sitta europea
- Grubodziób Coccothraustes coccothraustes
- Gil Pyrrhula pyrrhula

### Gady
- Jaszczurka żyworodna Lacerta vivipara
- Jaszczurka zwinka Lacerta agilis
- Padalec Anguis fragilis
- Zaskroniec Natrix natrix
- Żmija zygzakowata Vipera berus

### Płazy
- Ropucha szara Bufo bufo
- Żaba trawna Rana temporaria
- Kumak nizinny Bombina bombina
- Rzekotka drzewna Hyla arborea

### Ryby
- Pstrąg potokowy Salmo trutta m. fario
- Szczupak Esox lucius
- Płoć Rutilus rutilus
- Okoń Perca fluviatilis

## Miejsca w Puszczy
W centralnej części puszczy położony jest Ośrodek Hodowli Zwierzyny (OHZ) znajdujący się w zarządzie Nadleśnictwa Chrzanów. Na południowo-wschodnim skraju Puszczy Dulowskiej położone jest Alvernia Studios.
Poszczególne fragmenty Puszczy Dulowskiej mają tradycyjne nazwy wśród których wyróżnia się następujące:
- Las Rajchów
- Łąki Karniowskie
- Górki
- Lisie Górki
- Na Stawach
- Na Lipówce
- Podlas
- Wielkie Bagno
- Małe Bagno
- Czerwone Bagno[6]
- Olszyna
- Kregulec
- Oblaski
- Kalemba
- Zbójnik
- Las Rudno
- Babi Koniec
- Pod Hubertem
- Wilk
- Księża Wieś
- Spalisko
- Za Białką (Leśniczówka Czerna)
- Białka (Leśniczówka Białka)
- Ośrodek Łowiecki – Barak
- Droga Karniowska
- Droga Nowa
- Droga Alwerska
- Droga na Siejkę
- Zakręt
- Zalew Chechło
- Gliniak
- Staw Wroński[7]

## Sport i rekreacja

### Szlaki rowerowe
– z Krzeszowic przez Miękinię, Dolinę Kamienic, Wolę Filipowską, Puszczę Dulowską, Las Orlej, rezerwat przyrody Dolina Potoku Rudno, Dolinę Sanki i Niedźwiedzią Górę do Krzeszowic.
 – Psary, Karniowice, Dulowa, Puszcza Dulowska, Bolęcin.
 – Zalew Chechło, Puszcza Dulowska, Zamek Tenczyn.
 – Regulice, Nieporaz, Kopuły RMF, Puszcza Dulowska, Zamek Tenczyn.

### Rekreacja
Co roku na terenie Puszczy Dulowskiej organizowane są biegi pod nazwą Puszcza Run.
Przez puszczę przebiega ścieżka przyrodniczo-leśna w celu udostępnienia dla ruchu turystycznego ciekawych i cennych przyrodniczo terenów leśnych. W 2015 roku otwarto ścieżkę rowerową „Wolność jest w naturze”.

## Galeria zdjęć

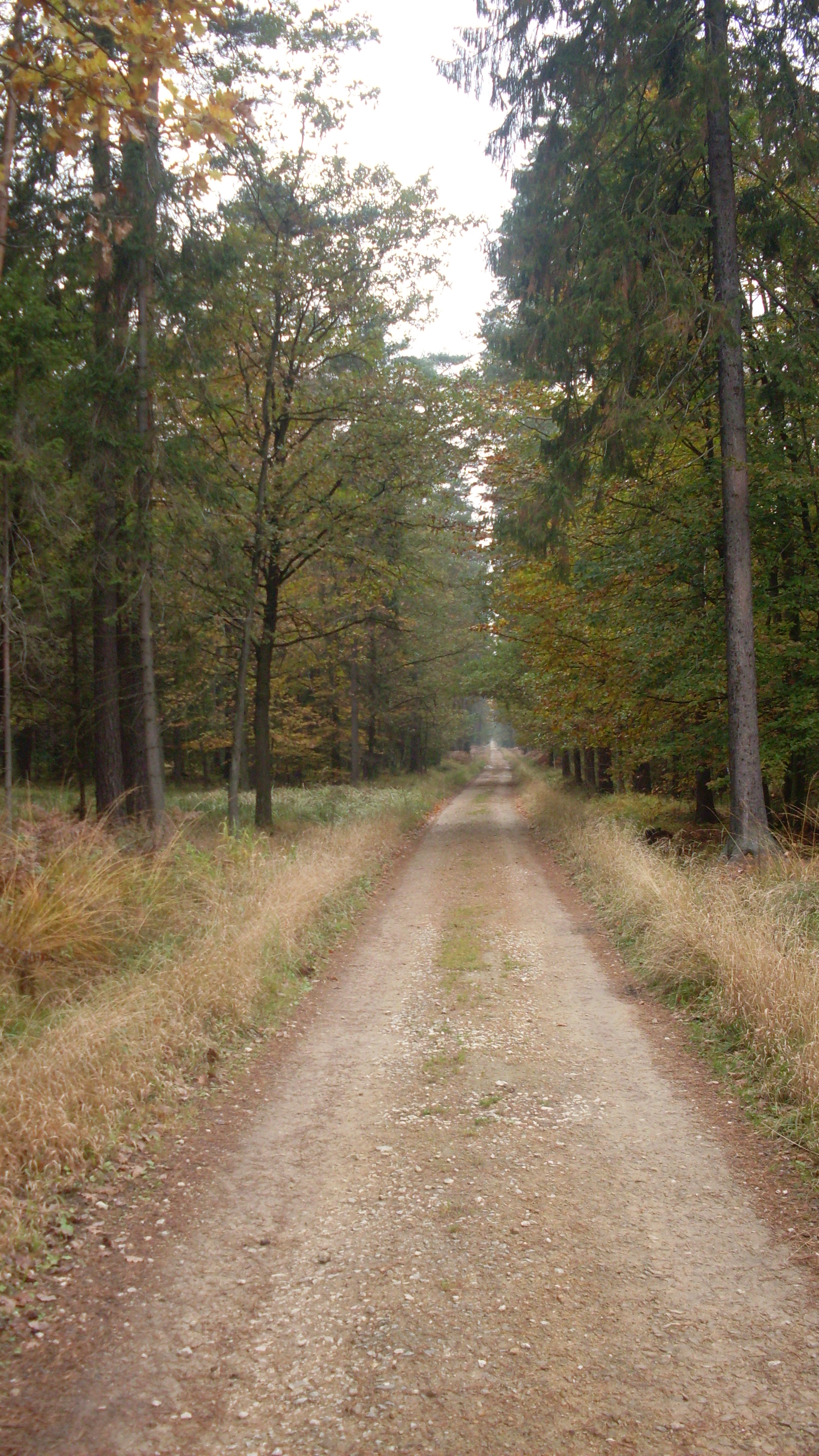
Linia Średnia
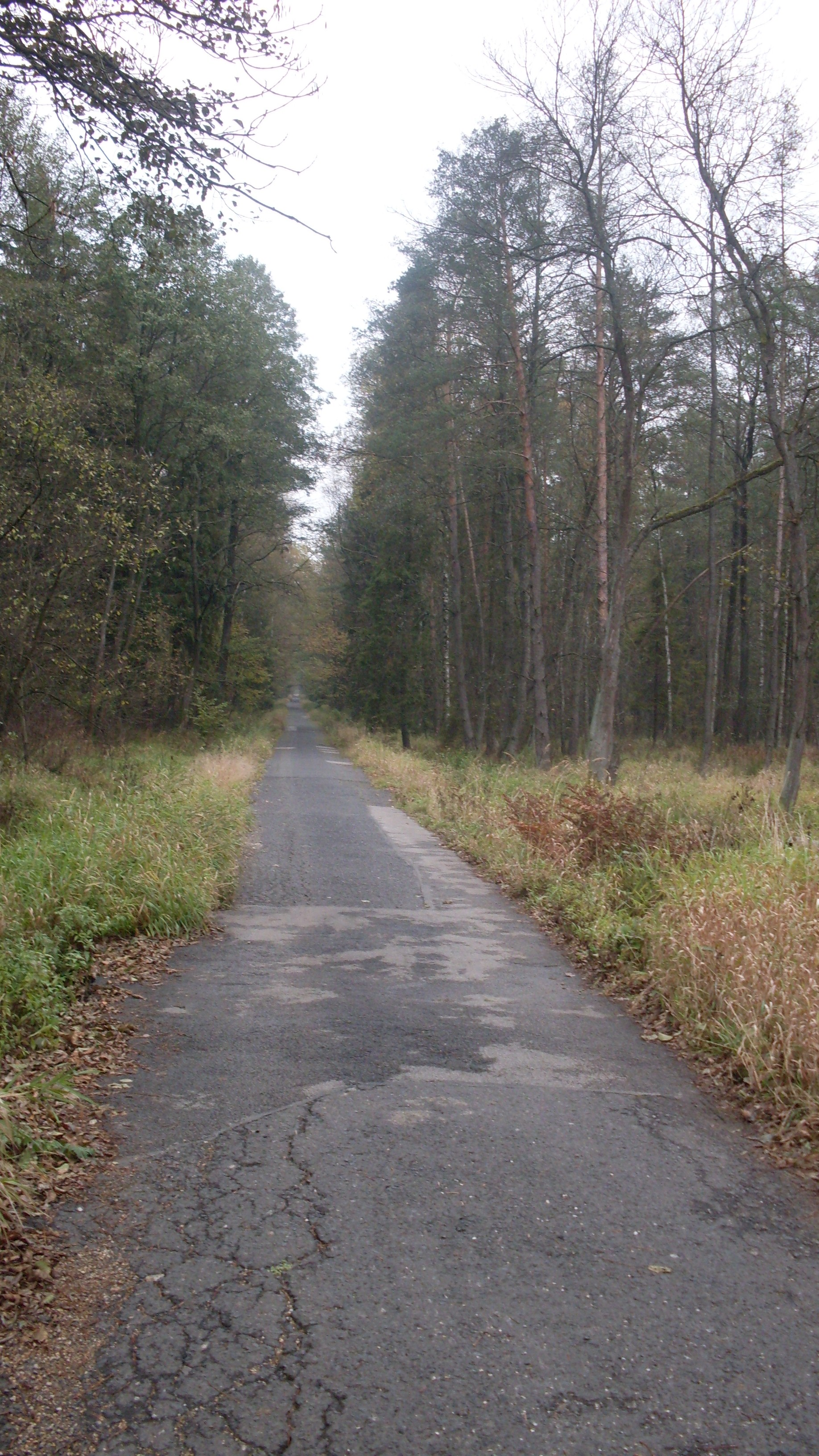
Droga Nowa
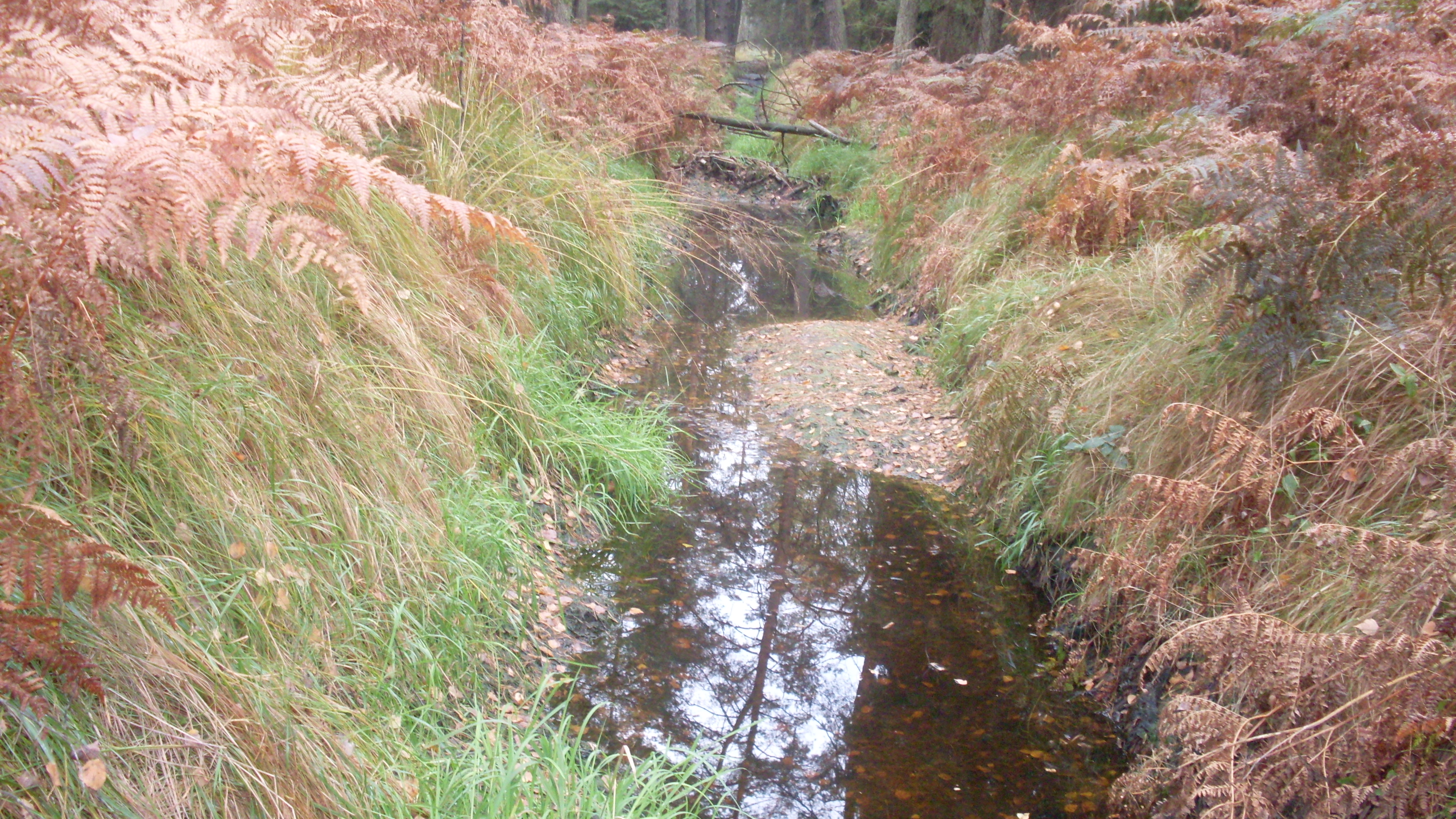
Czarna Woda
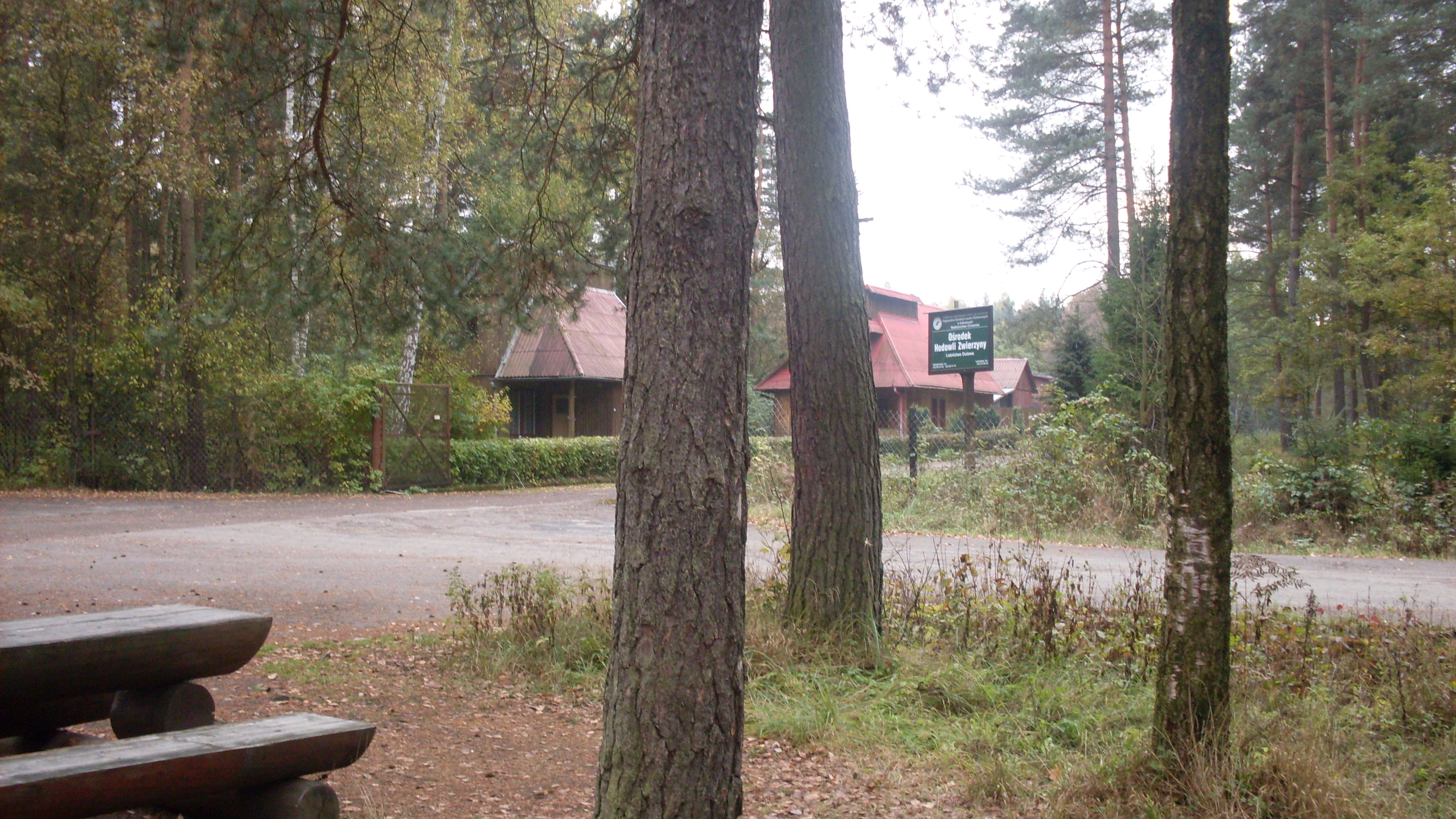
Ośrodek Hodowli Zwierzyny
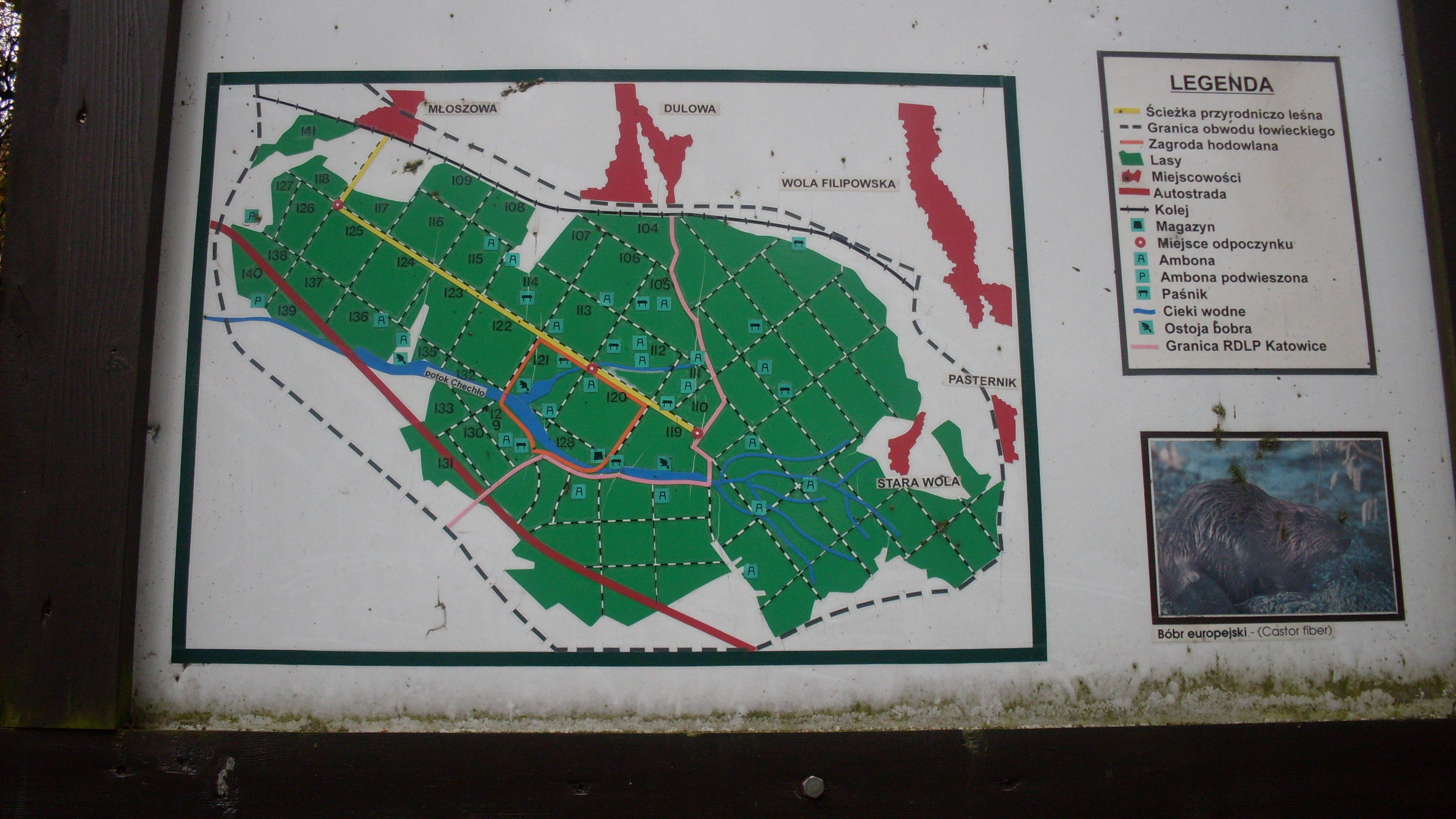
Tablica ścieżek dydaktycznych
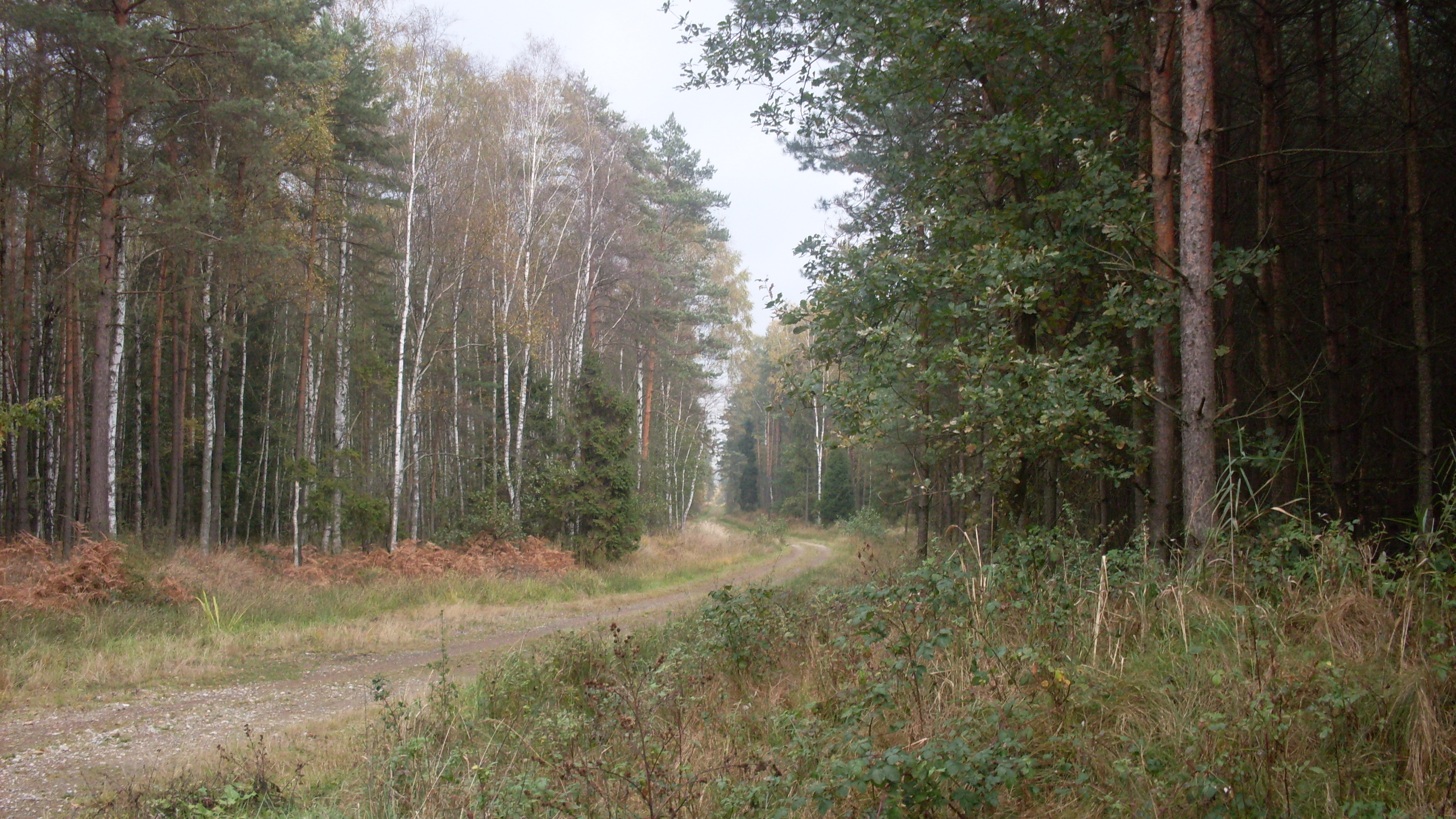
Droga Alwerska
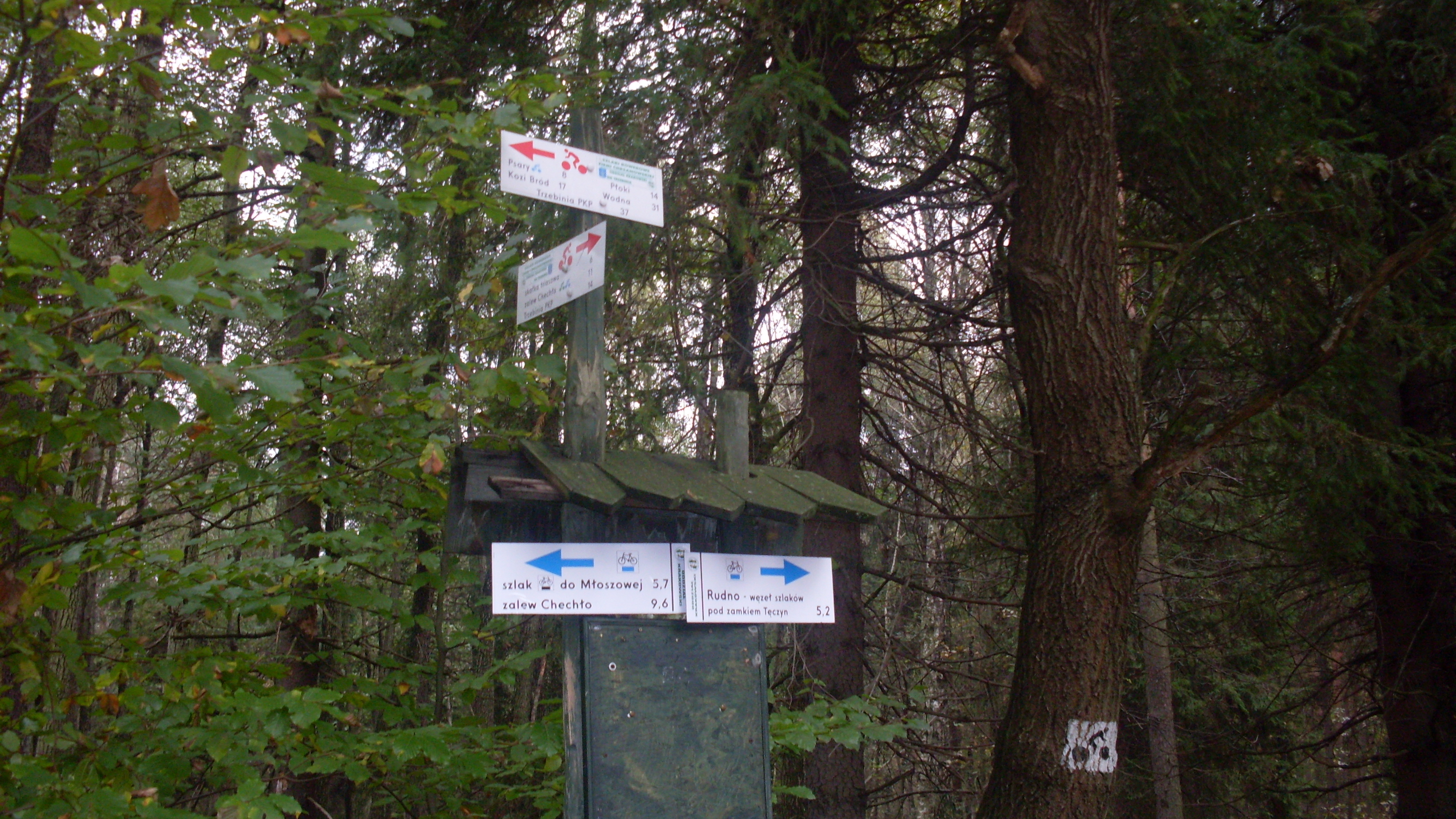
Szlaki rowerowe